# Bykoš
Bykoš (en allemand : Bikosch) est une commune du district de Beroun, dans la région de Bohême-Centrale, en République tchèque. Sa population s'élevait à 229 habitants en 2020.

## Géographie
Bykoš se trouve à 10 km au sud de Beroun et à 35 km au nord de Prague.
La commune est limitée par Suchomasty au nord-ouest et au nord, par Vinařice à l'est et au sud, par Všeradice au sud-est et par Libomyšl au sud-ouest.

## Histoire
La première mention écrite de la localité date de 1170.